# Przewaga pozycyjna
|   | a | b | c | d | e | f | g | h |   |
| 8 | b7 – Czarny pionek · e7 – Czarny hetman · g7 – Czarny król · a6 – Czarny pionek · c6 – Czarny pionek · d6 – Czarny skoczek · f6 – Czarny pionek · g6 – Czarny pionek · a5 – Biały pionek · c5 – Biały skoczek · e5 – Czarny pionek · h5 – Czarny pionek · b4 – Biały pionek · e4 – Biały pionek · h4 – Biały pionek · g3 – Biały pionek · c2 – Biały pionek · d2 – Biały hetman · f2 – Biały pionek · g2 – Biały król | b7 – Czarny pionek · e7 – Czarny hetman · g7 – Czarny król · a6 – Czarny pionek · c6 – Czarny pionek · d6 – Czarny skoczek · f6 – Czarny pionek · g6 – Czarny pionek · a5 – Biały pionek · c5 – Biały skoczek · e5 – Czarny pionek · h5 – Czarny pionek · b4 – Biały pionek · e4 – Biały pionek · h4 – Biały pionek · g3 – Biały pionek · c2 – Biały pionek · d2 – Biały hetman · f2 – Biały pionek · g2 – Biały król | b7 – Czarny pionek · e7 – Czarny hetman · g7 – Czarny król · a6 – Czarny pionek · c6 – Czarny pionek · d6 – Czarny skoczek · f6 – Czarny pionek · g6 – Czarny pionek · a5 – Biały pionek · c5 – Biały skoczek · e5 – Czarny pionek · h5 – Czarny pionek · b4 – Biały pionek · e4 – Biały pionek · h4 – Biały pionek · g3 – Biały pionek · c2 – Biały pionek · d2 – Biały hetman · f2 – Biały pionek · g2 – Biały król | b7 – Czarny pionek · e7 – Czarny hetman · g7 – Czarny król · a6 – Czarny pionek · c6 – Czarny pionek · d6 – Czarny skoczek · f6 – Czarny pionek · g6 – Czarny pionek · a5 – Biały pionek · c5 – Biały skoczek · e5 – Czarny pionek · h5 – Czarny pionek · b4 – Biały pionek · e4 – Biały pionek · h4 – Biały pionek · g3 – Biały pionek · c2 – Biały pionek · d2 – Biały hetman · f2 – Biały pionek · g2 – Biały król | b7 – Czarny pionek · e7 – Czarny hetman · g7 – Czarny król · a6 – Czarny pionek · c6 – Czarny pionek · d6 – Czarny skoczek · f6 – Czarny pionek · g6 – Czarny pionek · a5 – Biały pionek · c5 – Biały skoczek · e5 – Czarny pionek · h5 – Czarny pionek · b4 – Biały pionek · e4 – Biały pionek · h4 – Biały pionek · g3 – Biały pionek · c2 – Biały pionek · d2 – Biały hetman · f2 – Biały pionek · g2 – Biały król | b7 – Czarny pionek · e7 – Czarny hetman · g7 – Czarny król · a6 – Czarny pionek · c6 – Czarny pionek · d6 – Czarny skoczek · f6 – Czarny pionek · g6 – Czarny pionek · a5 – Biały pionek · c5 – Biały skoczek · e5 – Czarny pionek · h5 – Czarny pionek · b4 – Biały pionek · e4 – Biały pionek · h4 – Biały pionek · g3 – Biały pionek · c2 – Biały pionek · d2 – Biały hetman · f2 – Biały pionek · g2 – Biały król | b7 – Czarny pionek · e7 – Czarny hetman · g7 – Czarny król · a6 – Czarny pionek · c6 – Czarny pionek · d6 – Czarny skoczek · f6 – Czarny pionek · g6 – Czarny pionek · a5 – Biały pionek · c5 – Biały skoczek · e5 – Czarny pionek · h5 – Czarny pionek · b4 – Biały pionek · e4 – Biały pionek · h4 – Biały pionek · g3 – Biały pionek · c2 – Biały pionek · d2 – Biały hetman · f2 – Biały pionek · g2 – Biały król | b7 – Czarny pionek · e7 – Czarny hetman · g7 – Czarny król · a6 – Czarny pionek · c6 – Czarny pionek · d6 – Czarny skoczek · f6 – Czarny pionek · g6 – Czarny pionek · a5 – Biały pionek · c5 – Biały skoczek · e5 – Czarny pionek · h5 – Czarny pionek · b4 – Biały pionek · e4 – Biały pionek · h4 – Biały pionek · g3 – Biały pionek · c2 – Biały pionek · d2 – Biały hetman · f2 – Biały pionek · g2 – Biały król | 8 |
| 7 | b7 – Czarny pionek · e7 – Czarny hetman · g7 – Czarny król · a6 – Czarny pionek · c6 – Czarny pionek · d6 – Czarny skoczek · f6 – Czarny pionek · g6 – Czarny pionek · a5 – Biały pionek · c5 – Biały skoczek · e5 – Czarny pionek · h5 – Czarny pionek · b4 – Biały pionek · e4 – Biały pionek · h4 – Biały pionek · g3 – Biały pionek · c2 – Biały pionek · d2 – Biały hetman · f2 – Biały pionek · g2 – Biały król | b7 – Czarny pionek · e7 – Czarny hetman · g7 – Czarny król · a6 – Czarny pionek · c6 – Czarny pionek · d6 – Czarny skoczek · f6 – Czarny pionek · g6 – Czarny pionek · a5 – Biały pionek · c5 – Biały skoczek · e5 – Czarny pionek · h5 – Czarny pionek · b4 – Biały pionek · e4 – Biały pionek · h4 – Biały pionek · g3 – Biały pionek · c2 – Biały pionek · d2 – Biały hetman · f2 – Biały pionek · g2 – Biały król | b7 – Czarny pionek · e7 – Czarny hetman · g7 – Czarny król · a6 – Czarny pionek · c6 – Czarny pionek · d6 – Czarny skoczek · f6 – Czarny pionek · g6 – Czarny pionek · a5 – Biały pionek · c5 – Biały skoczek · e5 – Czarny pionek · h5 – Czarny pionek · b4 – Biały pionek · e4 – Biały pionek · h4 – Biały pionek · g3 – Biały pionek · c2 – Biały pionek · d2 – Biały hetman · f2 – Biały pionek · g2 – Biały król | b7 – Czarny pionek · e7 – Czarny hetman · g7 – Czarny król · a6 – Czarny pionek · c6 – Czarny pionek · d6 – Czarny skoczek · f6 – Czarny pionek · g6 – Czarny pionek · a5 – Biały pionek · c5 – Biały skoczek · e5 – Czarny pionek · h5 – Czarny pionek · b4 – Biały pionek · e4 – Biały pionek · h4 – Biały pionek · g3 – Biały pionek · c2 – Biały pionek · d2 – Biały hetman · f2 – Biały pionek · g2 – Biały król | b7 – Czarny pionek · e7 – Czarny hetman · g7 – Czarny król · a6 – Czarny pionek · c6 – Czarny pionek · d6 – Czarny skoczek · f6 – Czarny pionek · g6 – Czarny pionek · a5 – Biały pionek · c5 – Biały skoczek · e5 – Czarny pionek · h5 – Czarny pionek · b4 – Biały pionek · e4 – Biały pionek · h4 – Biały pionek · g3 – Biały pionek · c2 – Biały pionek · d2 – Biały hetman · f2 – Biały pionek · g2 – Biały król | b7 – Czarny pionek · e7 – Czarny hetman · g7 – Czarny król · a6 – Czarny pionek · c6 – Czarny pionek · d6 – Czarny skoczek · f6 – Czarny pionek · g6 – Czarny pionek · a5 – Biały pionek · c5 – Biały skoczek · e5 – Czarny pionek · h5 – Czarny pionek · b4 – Biały pionek · e4 – Biały pionek · h4 – Biały pionek · g3 – Biały pionek · c2 – Biały pionek · d2 – Biały hetman · f2 – Biały pionek · g2 – Biały król | b7 – Czarny pionek · e7 – Czarny hetman · g7 – Czarny król · a6 – Czarny pionek · c6 – Czarny pionek · d6 – Czarny skoczek · f6 – Czarny pionek · g6 – Czarny pionek · a5 – Biały pionek · c5 – Biały skoczek · e5 – Czarny pionek · h5 – Czarny pionek · b4 – Biały pionek · e4 – Biały pionek · h4 – Biały pionek · g3 – Biały pionek · c2 – Biały pionek · d2 – Biały hetman · f2 – Biały pionek · g2 – Biały król | b7 – Czarny pionek · e7 – Czarny hetman · g7 – Czarny król · a6 – Czarny pionek · c6 – Czarny pionek · d6 – Czarny skoczek · f6 – Czarny pionek · g6 – Czarny pionek · a5 – Biały pionek · c5 – Biały skoczek · e5 – Czarny pionek · h5 – Czarny pionek · b4 – Biały pionek · e4 – Biały pionek · h4 – Biały pionek · g3 – Biały pionek · c2 – Biały pionek · d2 – Biały hetman · f2 – Biały pionek · g2 – Biały król | 7 |
| 6 | b7 – Czarny pionek · e7 – Czarny hetman · g7 – Czarny król · a6 – Czarny pionek · c6 – Czarny pionek · d6 – Czarny skoczek · f6 – Czarny pionek · g6 – Czarny pionek · a5 – Biały pionek · c5 – Biały skoczek · e5 – Czarny pionek · h5 – Czarny pionek · b4 – Biały pionek · e4 – Biały pionek · h4 – Biały pionek · g3 – Biały pionek · c2 – Biały pionek · d2 – Biały hetman · f2 – Biały pionek · g2 – Biały król | b7 – Czarny pionek · e7 – Czarny hetman · g7 – Czarny król · a6 – Czarny pionek · c6 – Czarny pionek · d6 – Czarny skoczek · f6 – Czarny pionek · g6 – Czarny pionek · a5 – Biały pionek · c5 – Biały skoczek · e5 – Czarny pionek · h5 – Czarny pionek · b4 – Biały pionek · e4 – Biały pionek · h4 – Biały pionek · g3 – Biały pionek · c2 – Biały pionek · d2 – Biały hetman · f2 – Biały pionek · g2 – Biały król | b7 – Czarny pionek · e7 – Czarny hetman · g7 – Czarny król · a6 – Czarny pionek · c6 – Czarny pionek · d6 – Czarny skoczek · f6 – Czarny pionek · g6 – Czarny pionek · a5 – Biały pionek · c5 – Biały skoczek · e5 – Czarny pionek · h5 – Czarny pionek · b4 – Biały pionek · e4 – Biały pionek · h4 – Biały pionek · g3 – Biały pionek · c2 – Biały pionek · d2 – Biały hetman · f2 – Biały pionek · g2 – Biały król | b7 – Czarny pionek · e7 – Czarny hetman · g7 – Czarny król · a6 – Czarny pionek · c6 – Czarny pionek · d6 – Czarny skoczek · f6 – Czarny pionek · g6 – Czarny pionek · a5 – Biały pionek · c5 – Biały skoczek · e5 – Czarny pionek · h5 – Czarny pionek · b4 – Biały pionek · e4 – Biały pionek · h4 – Biały pionek · g3 – Biały pionek · c2 – Biały pionek · d2 – Biały hetman · f2 – Biały pionek · g2 – Biały król | b7 – Czarny pionek · e7 – Czarny hetman · g7 – Czarny król · a6 – Czarny pionek · c6 – Czarny pionek · d6 – Czarny skoczek · f6 – Czarny pionek · g6 – Czarny pionek · a5 – Biały pionek · c5 – Biały skoczek · e5 – Czarny pionek · h5 – Czarny pionek · b4 – Biały pionek · e4 – Biały pionek · h4 – Biały pionek · g3 – Biały pionek · c2 – Biały pionek · d2 – Biały hetman · f2 – Biały pionek · g2 – Biały król | b7 – Czarny pionek · e7 – Czarny hetman · g7 – Czarny król · a6 – Czarny pionek · c6 – Czarny pionek · d6 – Czarny skoczek · f6 – Czarny pionek · g6 – Czarny pionek · a5 – Biały pionek · c5 – Biały skoczek · e5 – Czarny pionek · h5 – Czarny pionek · b4 – Biały pionek · e4 – Biały pionek · h4 – Biały pionek · g3 – Biały pionek · c2 – Biały pionek · d2 – Biały hetman · f2 – Biały pionek · g2 – Biały król | b7 – Czarny pionek · e7 – Czarny hetman · g7 – Czarny król · a6 – Czarny pionek · c6 – Czarny pionek · d6 – Czarny skoczek · f6 – Czarny pionek · g6 – Czarny pionek · a5 – Biały pionek · c5 – Biały skoczek · e5 – Czarny pionek · h5 – Czarny pionek · b4 – Biały pionek · e4 – Biały pionek · h4 – Biały pionek · g3 – Biały pionek · c2 – Biały pionek · d2 – Biały hetman · f2 – Biały pionek · g2 – Biały król | b7 – Czarny pionek · e7 – Czarny hetman · g7 – Czarny król · a6 – Czarny pionek · c6 – Czarny pionek · d6 – Czarny skoczek · f6 – Czarny pionek · g6 – Czarny pionek · a5 – Biały pionek · c5 – Biały skoczek · e5 – Czarny pionek · h5 – Czarny pionek · b4 – Biały pionek · e4 – Biały pionek · h4 – Biały pionek · g3 – Biały pionek · c2 – Biały pionek · d2 – Biały hetman · f2 – Biały pionek · g2 – Biały król | 6 |
| 5 | b7 – Czarny pionek · e7 – Czarny hetman · g7 – Czarny król · a6 – Czarny pionek · c6 – Czarny pionek · d6 – Czarny skoczek · f6 – Czarny pionek · g6 – Czarny pionek · a5 – Biały pionek · c5 – Biały skoczek · e5 – Czarny pionek · h5 – Czarny pionek · b4 – Biały pionek · e4 – Biały pionek · h4 – Biały pionek · g3 – Biały pionek · c2 – Biały pionek · d2 – Biały hetman · f2 – Biały pionek · g2 – Biały król | b7 – Czarny pionek · e7 – Czarny hetman · g7 – Czarny król · a6 – Czarny pionek · c6 – Czarny pionek · d6 – Czarny skoczek · f6 – Czarny pionek · g6 – Czarny pionek · a5 – Biały pionek · c5 – Biały skoczek · e5 – Czarny pionek · h5 – Czarny pionek · b4 – Biały pionek · e4 – Biały pionek · h4 – Biały pionek · g3 – Biały pionek · c2 – Biały pionek · d2 – Biały hetman · f2 – Biały pionek · g2 – Biały król | b7 – Czarny pionek · e7 – Czarny hetman · g7 – Czarny król · a6 – Czarny pionek · c6 – Czarny pionek · d6 – Czarny skoczek · f6 – Czarny pionek · g6 – Czarny pionek · a5 – Biały pionek · c5 – Biały skoczek · e5 – Czarny pionek · h5 – Czarny pionek · b4 – Biały pionek · e4 – Biały pionek · h4 – Biały pionek · g3 – Biały pionek · c2 – Biały pionek · d2 – Biały hetman · f2 – Biały pionek · g2 – Biały król | b7 – Czarny pionek · e7 – Czarny hetman · g7 – Czarny król · a6 – Czarny pionek · c6 – Czarny pionek · d6 – Czarny skoczek · f6 – Czarny pionek · g6 – Czarny pionek · a5 – Biały pionek · c5 – Biały skoczek · e5 – Czarny pionek · h5 – Czarny pionek · b4 – Biały pionek · e4 – Biały pionek · h4 – Biały pionek · g3 – Biały pionek · c2 – Biały pionek · d2 – Biały hetman · f2 – Biały pionek · g2 – Biały król | b7 – Czarny pionek · e7 – Czarny hetman · g7 – Czarny król · a6 – Czarny pionek · c6 – Czarny pionek · d6 – Czarny skoczek · f6 – Czarny pionek · g6 – Czarny pionek · a5 – Biały pionek · c5 – Biały skoczek · e5 – Czarny pionek · h5 – Czarny pionek · b4 – Biały pionek · e4 – Biały pionek · h4 – Biały pionek · g3 – Biały pionek · c2 – Biały pionek · d2 – Biały hetman · f2 – Biały pionek · g2 – Biały król | b7 – Czarny pionek · e7 – Czarny hetman · g7 – Czarny król · a6 – Czarny pionek · c6 – Czarny pionek · d6 – Czarny skoczek · f6 – Czarny pionek · g6 – Czarny pionek · a5 – Biały pionek · c5 – Biały skoczek · e5 – Czarny pionek · h5 – Czarny pionek · b4 – Biały pionek · e4 – Biały pionek · h4 – Biały pionek · g3 – Biały pionek · c2 – Biały pionek · d2 – Biały hetman · f2 – Biały pionek · g2 – Biały król | b7 – Czarny pionek · e7 – Czarny hetman · g7 – Czarny król · a6 – Czarny pionek · c6 – Czarny pionek · d6 – Czarny skoczek · f6 – Czarny pionek · g6 – Czarny pionek · a5 – Biały pionek · c5 – Biały skoczek · e5 – Czarny pionek · h5 – Czarny pionek · b4 – Biały pionek · e4 – Biały pionek · h4 – Biały pionek · g3 – Biały pionek · c2 – Biały pionek · d2 – Biały hetman · f2 – Biały pionek · g2 – Biały król | b7 – Czarny pionek · e7 – Czarny hetman · g7 – Czarny król · a6 – Czarny pionek · c6 – Czarny pionek · d6 – Czarny skoczek · f6 – Czarny pionek · g6 – Czarny pionek · a5 – Biały pionek · c5 – Biały skoczek · e5 – Czarny pionek · h5 – Czarny pionek · b4 – Biały pionek · e4 – Biały pionek · h4 – Biały pionek · g3 – Biały pionek · c2 – Biały pionek · d2 – Biały hetman · f2 – Biały pionek · g2 – Biały król | 5 |
| 4 | b7 – Czarny pionek · e7 – Czarny hetman · g7 – Czarny król · a6 – Czarny pionek · c6 – Czarny pionek · d6 – Czarny skoczek · f6 – Czarny pionek · g6 – Czarny pionek · a5 – Biały pionek · c5 – Biały skoczek · e5 – Czarny pionek · h5 – Czarny pionek · b4 – Biały pionek · e4 – Biały pionek · h4 – Biały pionek · g3 – Biały pionek · c2 – Biały pionek · d2 – Biały hetman · f2 – Biały pionek · g2 – Biały król | b7 – Czarny pionek · e7 – Czarny hetman · g7 – Czarny król · a6 – Czarny pionek · c6 – Czarny pionek · d6 – Czarny skoczek · f6 – Czarny pionek · g6 – Czarny pionek · a5 – Biały pionek · c5 – Biały skoczek · e5 – Czarny pionek · h5 – Czarny pionek · b4 – Biały pionek · e4 – Biały pionek · h4 – Biały pionek · g3 – Biały pionek · c2 – Biały pionek · d2 – Biały hetman · f2 – Biały pionek · g2 – Biały król | b7 – Czarny pionek · e7 – Czarny hetman · g7 – Czarny król · a6 – Czarny pionek · c6 – Czarny pionek · d6 – Czarny skoczek · f6 – Czarny pionek · g6 – Czarny pionek · a5 – Biały pionek · c5 – Biały skoczek · e5 – Czarny pionek · h5 – Czarny pionek · b4 – Biały pionek · e4 – Biały pionek · h4 – Biały pionek · g3 – Biały pionek · c2 – Biały pionek · d2 – Biały hetman · f2 – Biały pionek · g2 – Biały król | b7 – Czarny pionek · e7 – Czarny hetman · g7 – Czarny król · a6 – Czarny pionek · c6 – Czarny pionek · d6 – Czarny skoczek · f6 – Czarny pionek · g6 – Czarny pionek · a5 – Biały pionek · c5 – Biały skoczek · e5 – Czarny pionek · h5 – Czarny pionek · b4 – Biały pionek · e4 – Biały pionek · h4 – Biały pionek · g3 – Biały pionek · c2 – Biały pionek · d2 – Biały hetman · f2 – Biały pionek · g2 – Biały król | b7 – Czarny pionek · e7 – Czarny hetman · g7 – Czarny król · a6 – Czarny pionek · c6 – Czarny pionek · d6 – Czarny skoczek · f6 – Czarny pionek · g6 – Czarny pionek · a5 – Biały pionek · c5 – Biały skoczek · e5 – Czarny pionek · h5 – Czarny pionek · b4 – Biały pionek · e4 – Biały pionek · h4 – Biały pionek · g3 – Biały pionek · c2 – Biały pionek · d2 – Biały hetman · f2 – Biały pionek · g2 – Biały król | b7 – Czarny pionek · e7 – Czarny hetman · g7 – Czarny król · a6 – Czarny pionek · c6 – Czarny pionek · d6 – Czarny skoczek · f6 – Czarny pionek · g6 – Czarny pionek · a5 – Biały pionek · c5 – Biały skoczek · e5 – Czarny pionek · h5 – Czarny pionek · b4 – Biały pionek · e4 – Biały pionek · h4 – Biały pionek · g3 – Biały pionek · c2 – Biały pionek · d2 – Biały hetman · f2 – Biały pionek · g2 – Biały król | b7 – Czarny pionek · e7 – Czarny hetman · g7 – Czarny król · a6 – Czarny pionek · c6 – Czarny pionek · d6 – Czarny skoczek · f6 – Czarny pionek · g6 – Czarny pionek · a5 – Biały pionek · c5 – Biały skoczek · e5 – Czarny pionek · h5 – Czarny pionek · b4 – Biały pionek · e4 – Biały pionek · h4 – Biały pionek · g3 – Biały pionek · c2 – Biały pionek · d2 – Biały hetman · f2 – Biały pionek · g2 – Biały król | b7 – Czarny pionek · e7 – Czarny hetman · g7 – Czarny król · a6 – Czarny pionek · c6 – Czarny pionek · d6 – Czarny skoczek · f6 – Czarny pionek · g6 – Czarny pionek · a5 – Biały pionek · c5 – Biały skoczek · e5 – Czarny pionek · h5 – Czarny pionek · b4 – Biały pionek · e4 – Biały pionek · h4 – Biały pionek · g3 – Biały pionek · c2 – Biały pionek · d2 – Biały hetman · f2 – Biały pionek · g2 – Biały król | 4 |
| 3 | b7 – Czarny pionek · e7 – Czarny hetman · g7 – Czarny król · a6 – Czarny pionek · c6 – Czarny pionek · d6 – Czarny skoczek · f6 – Czarny pionek · g6 – Czarny pionek · a5 – Biały pionek · c5 – Biały skoczek · e5 – Czarny pionek · h5 – Czarny pionek · b4 – Biały pionek · e4 – Biały pionek · h4 – Biały pionek · g3 – Biały pionek · c2 – Biały pionek · d2 – Biały hetman · f2 – Biały pionek · g2 – Biały król | b7 – Czarny pionek · e7 – Czarny hetman · g7 – Czarny król · a6 – Czarny pionek · c6 – Czarny pionek · d6 – Czarny skoczek · f6 – Czarny pionek · g6 – Czarny pionek · a5 – Biały pionek · c5 – Biały skoczek · e5 – Czarny pionek · h5 – Czarny pionek · b4 – Biały pionek · e4 – Biały pionek · h4 – Biały pionek · g3 – Biały pionek · c2 – Biały pionek · d2 – Biały hetman · f2 – Biały pionek · g2 – Biały król | b7 – Czarny pionek · e7 – Czarny hetman · g7 – Czarny król · a6 – Czarny pionek · c6 – Czarny pionek · d6 – Czarny skoczek · f6 – Czarny pionek · g6 – Czarny pionek · a5 – Biały pionek · c5 – Biały skoczek · e5 – Czarny pionek · h5 – Czarny pionek · b4 – Biały pionek · e4 – Biały pionek · h4 – Biały pionek · g3 – Biały pionek · c2 – Biały pionek · d2 – Biały hetman · f2 – Biały pionek · g2 – Biały król | b7 – Czarny pionek · e7 – Czarny hetman · g7 – Czarny król · a6 – Czarny pionek · c6 – Czarny pionek · d6 – Czarny skoczek · f6 – Czarny pionek · g6 – Czarny pionek · a5 – Biały pionek · c5 – Biały skoczek · e5 – Czarny pionek · h5 – Czarny pionek · b4 – Biały pionek · e4 – Biały pionek · h4 – Biały pionek · g3 – Biały pionek · c2 – Biały pionek · d2 – Biały hetman · f2 – Biały pionek · g2 – Biały król | b7 – Czarny pionek · e7 – Czarny hetman · g7 – Czarny król · a6 – Czarny pionek · c6 – Czarny pionek · d6 – Czarny skoczek · f6 – Czarny pionek · g6 – Czarny pionek · a5 – Biały pionek · c5 – Biały skoczek · e5 – Czarny pionek · h5 – Czarny pionek · b4 – Biały pionek · e4 – Biały pionek · h4 – Biały pionek · g3 – Biały pionek · c2 – Biały pionek · d2 – Biały hetman · f2 – Biały pionek · g2 – Biały król | b7 – Czarny pionek · e7 – Czarny hetman · g7 – Czarny król · a6 – Czarny pionek · c6 – Czarny pionek · d6 – Czarny skoczek · f6 – Czarny pionek · g6 – Czarny pionek · a5 – Biały pionek · c5 – Biały skoczek · e5 – Czarny pionek · h5 – Czarny pionek · b4 – Biały pionek · e4 – Biały pionek · h4 – Biały pionek · g3 – Biały pionek · c2 – Biały pionek · d2 – Biały hetman · f2 – Biały pionek · g2 – Biały król | b7 – Czarny pionek · e7 – Czarny hetman · g7 – Czarny król · a6 – Czarny pionek · c6 – Czarny pionek · d6 – Czarny skoczek · f6 – Czarny pionek · g6 – Czarny pionek · a5 – Biały pionek · c5 – Biały skoczek · e5 – Czarny pionek · h5 – Czarny pionek · b4 – Biały pionek · e4 – Biały pionek · h4 – Biały pionek · g3 – Biały pionek · c2 – Biały pionek · d2 – Biały hetman · f2 – Biały pionek · g2 – Biały król | b7 – Czarny pionek · e7 – Czarny hetman · g7 – Czarny król · a6 – Czarny pionek · c6 – Czarny pionek · d6 – Czarny skoczek · f6 – Czarny pionek · g6 – Czarny pionek · a5 – Biały pionek · c5 – Biały skoczek · e5 – Czarny pionek · h5 – Czarny pionek · b4 – Biały pionek · e4 – Biały pionek · h4 – Biały pionek · g3 – Biały pionek · c2 – Biały pionek · d2 – Biały hetman · f2 – Biały pionek · g2 – Biały król | 3 |
| 2 | b7 – Czarny pionek · e7 – Czarny hetman · g7 – Czarny król · a6 – Czarny pionek · c6 – Czarny pionek · d6 – Czarny skoczek · f6 – Czarny pionek · g6 – Czarny pionek · a5 – Biały pionek · c5 – Biały skoczek · e5 – Czarny pionek · h5 – Czarny pionek · b4 – Biały pionek · e4 – Biały pionek · h4 – Biały pionek · g3 – Biały pionek · c2 – Biały pionek · d2 – Biały hetman · f2 – Biały pionek · g2 – Biały król | b7 – Czarny pionek · e7 – Czarny hetman · g7 – Czarny król · a6 – Czarny pionek · c6 – Czarny pionek · d6 – Czarny skoczek · f6 – Czarny pionek · g6 – Czarny pionek · a5 – Biały pionek · c5 – Biały skoczek · e5 – Czarny pionek · h5 – Czarny pionek · b4 – Biały pionek · e4 – Biały pionek · h4 – Biały pionek · g3 – Biały pionek · c2 – Biały pionek · d2 – Biały hetman · f2 – Biały pionek · g2 – Biały król | b7 – Czarny pionek · e7 – Czarny hetman · g7 – Czarny król · a6 – Czarny pionek · c6 – Czarny pionek · d6 – Czarny skoczek · f6 – Czarny pionek · g6 – Czarny pionek · a5 – Biały pionek · c5 – Biały skoczek · e5 – Czarny pionek · h5 – Czarny pionek · b4 – Biały pionek · e4 – Biały pionek · h4 – Biały pionek · g3 – Biały pionek · c2 – Biały pionek · d2 – Biały hetman · f2 – Biały pionek · g2 – Biały król | b7 – Czarny pionek · e7 – Czarny hetman · g7 – Czarny król · a6 – Czarny pionek · c6 – Czarny pionek · d6 – Czarny skoczek · f6 – Czarny pionek · g6 – Czarny pionek · a5 – Biały pionek · c5 – Biały skoczek · e5 – Czarny pionek · h5 – Czarny pionek · b4 – Biały pionek · e4 – Biały pionek · h4 – Biały pionek · g3 – Biały pionek · c2 – Biały pionek · d2 – Biały hetman · f2 – Biały pionek · g2 – Biały król | b7 – Czarny pionek · e7 – Czarny hetman · g7 – Czarny król · a6 – Czarny pionek · c6 – Czarny pionek · d6 – Czarny skoczek · f6 – Czarny pionek · g6 – Czarny pionek · a5 – Biały pionek · c5 – Biały skoczek · e5 – Czarny pionek · h5 – Czarny pionek · b4 – Biały pionek · e4 – Biały pionek · h4 – Biały pionek · g3 – Biały pionek · c2 – Biały pionek · d2 – Biały hetman · f2 – Biały pionek · g2 – Biały król | b7 – Czarny pionek · e7 – Czarny hetman · g7 – Czarny król · a6 – Czarny pionek · c6 – Czarny pionek · d6 – Czarny skoczek · f6 – Czarny pionek · g6 – Czarny pionek · a5 – Biały pionek · c5 – Biały skoczek · e5 – Czarny pionek · h5 – Czarny pionek · b4 – Biały pionek · e4 – Biały pionek · h4 – Biały pionek · g3 – Biały pionek · c2 – Biały pionek · d2 – Biały hetman · f2 – Biały pionek · g2 – Biały król | b7 – Czarny pionek · e7 – Czarny hetman · g7 – Czarny król · a6 – Czarny pionek · c6 – Czarny pionek · d6 – Czarny skoczek · f6 – Czarny pionek · g6 – Czarny pionek · a5 – Biały pionek · c5 – Biały skoczek · e5 – Czarny pionek · h5 – Czarny pionek · b4 – Biały pionek · e4 – Biały pionek · h4 – Biały pionek · g3 – Biały pionek · c2 – Biały pionek · d2 – Biały hetman · f2 – Biały pionek · g2 – Biały król | b7 – Czarny pionek · e7 – Czarny hetman · g7 – Czarny król · a6 – Czarny pionek · c6 – Czarny pionek · d6 – Czarny skoczek · f6 – Czarny pionek · g6 – Czarny pionek · a5 – Biały pionek · c5 – Biały skoczek · e5 – Czarny pionek · h5 – Czarny pionek · b4 – Biały pionek · e4 – Biały pionek · h4 – Biały pionek · g3 – Biały pionek · c2 – Biały pionek · d2 – Biały hetman · f2 – Biały pionek · g2 – Biały król | 2 |
| 1 | b7 – Czarny pionek · e7 – Czarny hetman · g7 – Czarny król · a6 – Czarny pionek · c6 – Czarny pionek · d6 – Czarny skoczek · f6 – Czarny pionek · g6 – Czarny pionek · a5 – Biały pionek · c5 – Biały skoczek · e5 – Czarny pionek · h5 – Czarny pionek · b4 – Biały pionek · e4 – Biały pionek · h4 – Biały pionek · g3 – Biały pionek · c2 – Biały pionek · d2 – Biały hetman · f2 – Biały pionek · g2 – Biały król | b7 – Czarny pionek · e7 – Czarny hetman · g7 – Czarny król · a6 – Czarny pionek · c6 – Czarny pionek · d6 – Czarny skoczek · f6 – Czarny pionek · g6 – Czarny pionek · a5 – Biały pionek · c5 – Biały skoczek · e5 – Czarny pionek · h5 – Czarny pionek · b4 – Biały pionek · e4 – Biały pionek · h4 – Biały pionek · g3 – Biały pionek · c2 – Biały pionek · d2 – Biały hetman · f2 – Biały pionek · g2 – Biały król | b7 – Czarny pionek · e7 – Czarny hetman · g7 – Czarny król · a6 – Czarny pionek · c6 – Czarny pionek · d6 – Czarny skoczek · f6 – Czarny pionek · g6 – Czarny pionek · a5 – Biały pionek · c5 – Biały skoczek · e5 – Czarny pionek · h5 – Czarny pionek · b4 – Biały pionek · e4 – Biały pionek · h4 – Biały pionek · g3 – Biały pionek · c2 – Biały pionek · d2 – Biały hetman · f2 – Biały pionek · g2 – Biały król | b7 – Czarny pionek · e7 – Czarny hetman · g7 – Czarny król · a6 – Czarny pionek · c6 – Czarny pionek · d6 – Czarny skoczek · f6 – Czarny pionek · g6 – Czarny pionek · a5 – Biały pionek · c5 – Biały skoczek · e5 – Czarny pionek · h5 – Czarny pionek · b4 – Biały pionek · e4 – Biały pionek · h4 – Biały pionek · g3 – Biały pionek · c2 – Biały pionek · d2 – Biały hetman · f2 – Biały pionek · g2 – Biały król | b7 – Czarny pionek · e7 – Czarny hetman · g7 – Czarny król · a6 – Czarny pionek · c6 – Czarny pionek · d6 – Czarny skoczek · f6 – Czarny pionek · g6 – Czarny pionek · a5 – Biały pionek · c5 – Biały skoczek · e5 – Czarny pionek · h5 – Czarny pionek · b4 – Biały pionek · e4 – Biały pionek · h4 – Biały pionek · g3 – Biały pionek · c2 – Biały pionek · d2 – Biały hetman · f2 – Biały pionek · g2 – Biały król | b7 – Czarny pionek · e7 – Czarny hetman · g7 – Czarny król · a6 – Czarny pionek · c6 – Czarny pionek · d6 – Czarny skoczek · f6 – Czarny pionek · g6 – Czarny pionek · a5 – Biały pionek · c5 – Biały skoczek · e5 – Czarny pionek · h5 – Czarny pionek · b4 – Biały pionek · e4 – Biały pionek · h4 – Biały pionek · g3 – Biały pionek · c2 – Biały pionek · d2 – Biały hetman · f2 – Biały pionek · g2 – Biały król | b7 – Czarny pionek · e7 – Czarny hetman · g7 – Czarny król · a6 – Czarny pionek · c6 – Czarny pionek · d6 – Czarny skoczek · f6 – Czarny pionek · g6 – Czarny pionek · a5 – Biały pionek · c5 – Biały skoczek · e5 – Czarny pionek · h5 – Czarny pionek · b4 – Biały pionek · e4 – Biały pionek · h4 – Biały pionek · g3 – Biały pionek · c2 – Biały pionek · d2 – Biały hetman · f2 – Biały pionek · g2 – Biały król | b7 – Czarny pionek · e7 – Czarny hetman · g7 – Czarny król · a6 – Czarny pionek · c6 – Czarny pionek · d6 – Czarny skoczek · f6 – Czarny pionek · g6 – Czarny pionek · a5 – Biały pionek · c5 – Biały skoczek · e5 – Czarny pionek · h5 – Czarny pionek · b4 – Biały pionek · e4 – Biały pionek · h4 – Biały pionek · g3 – Biały pionek · c2 – Biały pionek · d2 – Biały hetman · f2 – Biały pionek · g2 – Biały król | 1 |
|   | a | b | c | d | e | f | g | h |   |

Przewaga pozycyjna – korzystna sytuacja w szachach, wynikająca nie z posiadania przewagi materialnej w postaci większej liczby lub silniejszych bierek, lecz z takiego ich ustawienia na szachownicy, które umożliwia większą swobodę ruchów i rozstrzygnięcie partii na swoją korzyść w dłuższej perspektywie.
Jednym z najlepszych na świecie szachistów, którzy słynną ze swojej techniki realizacji najmniejszej nawet pozycyjnej przewagi jest szwedzki arcymistrz Ulf Andersson. Na diagramie pokazano pozycję z jego partii z Kevinem Spraggettem, rozegranej w Clermont-Ferrand w roku 1989. Białe posiadają niewielką, ale trwałą przewagę, wynikającą z aktywniejszej pozycji skoczka. Czarne natomiast muszą szukać swoich szans na remisowe zakończenie partii w otwarciu pozycji oraz aktywacji swojego hetmana. Realizacja tej minimalnej przewagi wymagała doskonałej techniki i zajęła Anderssonowi 60 posunięć.